# Салман аль-Муашир
Салман аль-Муашир (араб. سلمان المؤشر‎, 5 октября 1988, Мекка) — саудовский футболист, нападающий сборной Саудовской Аравии и клуба «Аль-Ахли» из Джидды.

## Клубная карьера
Салман аль-Муашир, родившийся в Мекке, начинал свою карьеру футболиста в «Аль-Хиляле» из Эр-Рияда. 8 октября 2008 года он дебютировал в Про-лиге, выйдя на замену в конце гостевого поединка против «Аль-Ватани».
В начале 2011 года Салман аль-Муашир перешёл в «Аль-Вахду» из своей родной Мекки. 22 апреля того же года он забил свой первый гол на высшем уровне, в гостевой игре с «Наджраном».
В середине 2014 года Салман аль-Муашир подписал контракт с клубом «Аль-Ахли» из Джидды.

## Карьера в сборной
11 сентября 2012 года Салман аль-Муашир дебютировал в составе сборной Саудовской Аравии в товарищеском матче во Франции против команды Габона, выйдя на замену в самой концовке поединка. Он регулярно выходил на поле в матчах отборочного турнира чемпионата мира 2018 года. 23 марта 2017 года, в рамках этого соревнования, Салман аль-Муашир забил свой первый гол за национальную команду, доведя счёт до разгромного на 92-й минуте гостевого поединка против сборной Таиланда.

## Достижения
«Аль-Ахли»
- Чемпион Саудовской Аравии (1): 2015/16
- Обладатель Кубка наследного принца Саудовской Аравии (1): 2014/15
- Обладатель Саудовского кубка чемпионов (1): 2016
- Обладатель Суперкубка Саудовской Аравии (1): 2016